# Geophilus hartmeyeri
Geophilus hartmeyeri är en mångfotingart som beskrevs av Carl Graf Attems 1911. Geophilus hartmeyeri ingår i släktet Geophilus och familjen storjordkrypare. Inga underarter finns listade i Catalogue of Life.